# Giaura tetragramma
Giaura tetragramma är en fjärilsart som beskrevs av George Francis Hampson 1905. Giaura tetragramma ingår i släktet Giaura och familjen trågspinnare. Inga underarter finns listade i Catalogue of Life.